# Octávio Pinto
Octávio Pinto (São Paulo, 3 de novembro de 1890 — São Paulo, SP, 31 de outubro de 1950) foi um arquiteto e compositor brasileiro. Foi casado com Guiomar Novaes, que é considerada uma das maiores pianistas brasileiras de todos os tempos, e uma das maiores do século XX em todo o mundo.
Pinto não era músico de ofício, e sim arquiteto, com próperos negócios em todo o Brasil. Na juventude, contudo, teve aulas de piano com o famoso pianista franco-húngaro Isidor Philipp (que também foi professor de Guiomar Novaes quando ela estudou no Conservatório de Paris) e compôs várias peças para piano solo até sua morte, em 1950. A peça mais conhecida e executada de Octávio Pinto são as Cenas Infantis, suíte composta em 1932 para sua esposa, que as tornou famosas.
Bem conhecido nos círculos musicais da América Latina mesmo antes de se casar com aquela que foi uma das maiores virtuoses do continente americano, Pinto era amigo íntimo de Heitor Villa-Lobos. É duvidosa, porém, a afirmação que às vezes se faz de que Villa-Lobos tenha composto a suíte pianística A Prole do Bebê nº 1, dedicada aos dois filhos do casal Pinto e Novaes (Ana Maria e Luis Otávio) porque tal obra é de 1918, muitos anos antes de Octávio Pinto e Guiomar Novaes se casarem e terem filhos (o casamento deles se deu em 1922). Seu filho Luís Otávio Novaes Pinto se casou com Marilu Pujol Penteado, sobrinha da mecenas Yolanda Penteado.

## Principais composições
Piano solo
- Scenas Infantis (1932)
  - Corre corre
  - Roda roda
  - Marcha soldadhino
  - Dorme, nene
  - Salta, salta
- Fiesta de Criancas (1939)
- Marcha do Pequeno Polegar (1941)
- Improviso (1942)
- Dança Negreira (1945)

Música vocal
- Você, para voz e piano
- Prece, para voz e piano
- Presente de Natale, para voz e piano
- Cantiga praiana e Primavera, para voz e piano, sobre textos de Vicente de Carvalho